# Eva Dimas
Pour les articles homonymes, voir Dimas.
Eva María Dimas Fontanals, née le 18 mars 1973 à San Salvador, est une haltérophile salvadorienne.

## Carrière
Elle est médaillée de bronze dans la catégorie des moins de 69 kg aux Jeux panaméricains de 1999, médaillée d'argent dans la même catégorie aux Jeux panaméricains de 2003, médaillée d'argent en plus de 75 kg aux Jeux d'Amérique centrale et des Caraïbes en 2006 et médaillée de bronze dans la catégorie des moins de 75 kg aux Jeux panaméricains de 2007.
Elle est médaillée d'argent dans la catégorie des plus de 75 kg aux Championnats panaméricains d'haltérophilie 2008. Elle dispute les Jeux olympiques en 2000, 2004 et 2008, sans obtenir de médaille.